# Шмалензе
Шмалензе (нім. Schmalensee) — громада в Німеччині, розташована в землі Шлезвіг-Гольштейн. Входить до складу району Зегеберг. Складова частина об'єднання громад Борнгефед.
Площа — 8,68 км2. Населення становить 500 ос. (станом на 31 грудня 2020).